# 東野辺薫

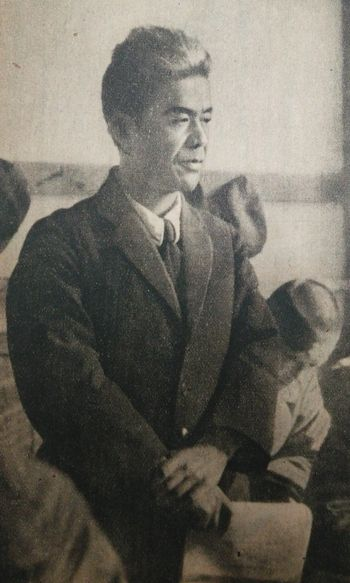
1947年

東野辺 薫（とうのべ かおる、1902年〈明治35年〉3月9日 - 1962年〈昭和37年〉6月25日）は、日本の小説家・劇作家。本名、野辺 慎一。福島県在住者として、初めて芥川賞を受賞した。

## 人物・来歴
福島県二本松出身。旧制安積中学校を経て、1923年早稲田大学高等師範部国漢文科卒業、長野県立大町中学校教諭となる。1925年福島県立安達中学校教諭、1930年、戯曲集『黎明を待つ人々』を自費出版、1940年福島県立会津中学校教諭、1941年、懸賞小説当選作「国土」が『サンデー毎日』に掲載される。1943年福島県立保原中学校教諭。1943年、「和紙」で芥川賞を受賞。
1948年福島県立福島女子高等学校教諭、1949年福島県立福島商業高等学校夜間部教諭を経て、1952年に教員を退職。県文学会会長、県文学賞審査委員として、後進の育成に尽力した。

## 著作
- 『三部曲黎明を待つ人々』東京旭印刷出版部、1930年7月。全国書誌番号:44057988。
- 『和紙』築地書店、1946年7月。 NCID BA35388774。全国書誌番号:46031909。
- 『和紙 東野辺薫作品集』五月書房、1971年12月。 NCID BA32748884。全国書誌番号:75019776。
- 「和紙」『福島の文学 11人の作家』講談社〈講談社文芸文庫〉、2014年3月。 NCID BB15141776。全国書誌番号:22377097。

### 著作目録
- 福島県立図書館調査相談室 編『東野辺薫著作目録』福島県立図書館、1975年。 NCID BB01329192。